# Brolemanneuma palmatum
Brolemanneuma palmatum är en mångfotingart som först beskrevs av Henri W. Brölemann 1902.  Brolemanneuma palmatum ingår i släktet Brolemanneuma och familjen knöldubbelfotingar. Inga underarter finns listade i Catalogue of Life.